# Schöneberg (Hunsrück)
Pour les articles homonymes, voir Schöneberg.
Schöneberg est une municipalité allemande située dans le land de Rhénanie-Palatinat et l'arrondissement de Bad Kreuznach.